# Index
|  | No s'ha de confondre amb índex. |

Index és una població dels Estats Units a l'estat de Washington. Segons el cens de l'1 de juliol del 2008 tenia 166 habitants.

## Demografia
Segons el cens del 2000, Index tenia 157 habitants, 75 habitatges, i 39 famílies. La densitat de població era de 242,5 habitants per km².
Dels 75 habitatges en un 30,7% hi vivien nens de menys de 18 anys, en un 34,7% hi vivien parelles casades, en un 10,7% dones solteres, i en un 48% no eren unitats familiars. En el 36% dels habitatges hi vivien persones soles el 5,3% de les quals corresponia a persones de 65 anys o més que vivien soles. El nombre mitjà de persones vivint en cada habitatge era de 2,09 i el nombre mitjà de persones que vivien en cada família era de 2,67.
Per edats la població es repartia de la següent manera: un 22,3% tenia menys de 18 anys, un 3,2% entre 18 i 24, un 29,9% entre 25 i 44, un 37,6% de 45 a 60 i un 7% 65 anys o més.
L'edat mediana era de 43 anys. Per cada 100 dones de 18 o més anys hi havia 110,3 homes.
La renda mediana per habitatge era de 43.125 $ i la renda mediana per família de 32.000 $. Els homes tenien una renda mediana de 32.500 $ mentre que les dones 13.750 $. La renda per capita de la població era de 22.023 $. Aproximadament el 17,5% de les famílies i el 16,9% de la població estaven per davall del llindar de pobresa.

## Poblacions properes
El següent diagrama mostra les poblacions més properes.